# Stadtmauer Mönchengladbach

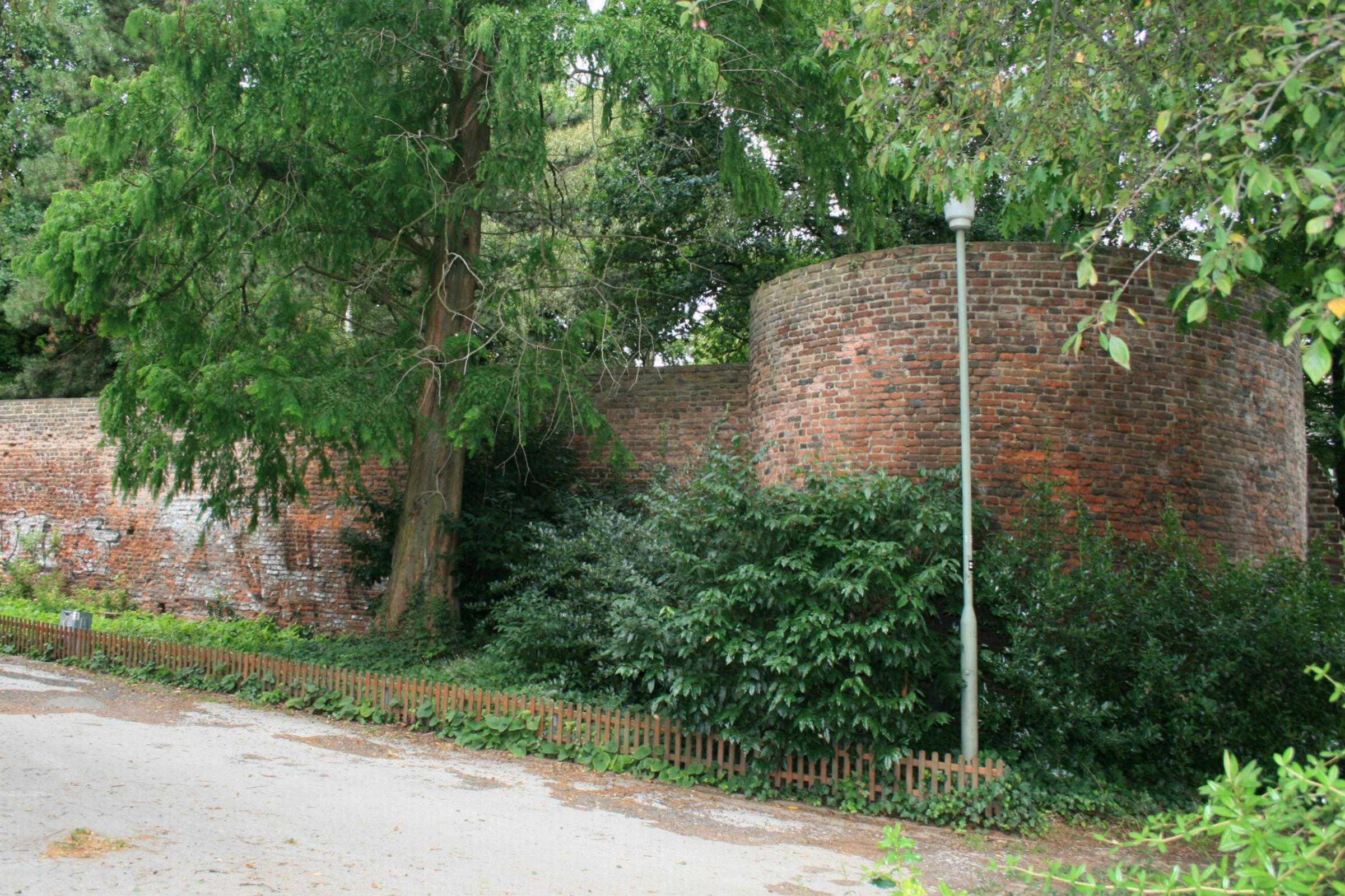
Stadtmauer Mönchengladbach (2011)

Denkmalgeschützte Überreste der Stadtmauer Mönchengladbach befinden sich im Geropark am Fuß des Abteibergs im Süden des Stadtteils Gladbach von Mönchengladbach (Nordrhein-Westfalen). Die Erbauung erfolgte zwischen 1300 und 1800. Die Anlage ist unter Nr. A 047 am 26. August 1999 in die Denkmalliste der Stadt Mönchengladbach eingetragen worden.

## Lage
Das erhaltene Teilstück der Stadtmauer liegt nordöstlich des Geroweihers zwischen der Weiherstraße und der Hittastraße.

## Architektur
Die aus Feldbrandziegeln errichtete Stadtmauer besteht im Osten aus dem rudimentären Rest eines Schalenturmes, an den sich nach Westen ein rund 50 m langes Mauerstück anschließt. In der bis zu 6 m hohen und 1 m starken Stadtmauer blieben mehrere Schießscharten erhalten. Während sie sich an der Stadtseite zu trichterförmigen Öffnungen verbreitern, sind sie an der ehemaligen Feldseite als nur kleine, hochrechteckige Schartenöffnungen ausgebildet.